# Ophiodermella cancellata
Ophiodermella cancellata là một loài ốc biển, là động vật thân mềm chân bụng sống ở biển thuộc họ Borsoniidae.